# Linothele cavicola
Espèce
Linothele cavicola est une espèce d'araignées mygalomorphes de la famille des Dipluridae.

## Distribution
Cette espèce est endémique de la province de Napo en Équateur,. Elle se rencontre à Archidona dans les grottes Cuevas de Jumandi.

## Description
La femelle holotype mesure 28 mm.
Le mâle décrit par Dupérré, Tapia et Bond en 2023 mesure 20,46 mm et la femelle 29,14 mm.

## Systématique et taxinomie
Cette espèce a été décrite par Goloboff en 1994.

## Étymologie
Son nom d'espèce lui a été donné en référence au lieu de sa découverte, une grotte.

## Publication originale
- Goloboff, 1994 : « Linothele cavicola, a new diplurine spider (Araneae, Dipluridae) from caves in Ecuador. » The Journal of Arachnology, vol. 22, no 1, p. 70-72 (texte intégral).